# Len Wein
Len Wein (New York, 12 juni 1948 – 10 september 2017) was een Amerikaanse stripauteur, die vooral bekend werd van zijn hulp bij het bedenken van DC Comics’ Swamp Thing en Marvel Comics’ Wolverine. Tevens hielp hij met de heropleving van de X-Men strips.

## Vroege carrière
Weins eerste professionele stripverhaal was "Eye of the Beholder" in DC's Teen Titans #18 (December 1968). In deze strip introduceerde hij, samen met Marv Wolfman, tevens het personage Starfire (die later Red Star werd genoemd). In het jaar erop publiceerde Wein ook mystery verhalen voor DC’ serie The House of Secrets en Marvels Tower of Shadows en Chamber of Darkness. Hij begon daarnaast te schrijven voor DC’s romantische strip Secret Hearts, de horror tijdschriften Nightmare en Psycho, en de kortlopende Western stripseries The Bravados en The Sundance Kid.

## DC and Marvel Comics
Weins eerste superheldenwerk voor Marvel was een verhaal in Daredevil #71 (December 1970), wat hij samen schreef met Roy Thomas. Wein begon ook met superheldentitels van DC zoals Adventure Comics (met in de hoofdrol Supergirl en Zatanna), The Flash, en Superman.
Wein en tekenaar Bernie Wrightson bedachten het horrorpersonage Swamp Thing in The House of Secrets #92 (juli 1971). In de jaren erop was Swamp Thing geregeld een personage in DC series en miniseries, waaronder zijn eigen serie getiteld Saga of the Swamp Thing. Swamp Thing verscheen zelfs in twee films en een televisieserie. Daarnaast schreef Len Wein een door fans zeer gewaardeerde reeks van de Justice League of America serie (delen #100–118).
Begin jaren 70 ging Len steeds meer schrijven voor Marvel Comics. Hij volgde Roy Thomas op als hoofdredacteur, maar gaf de positie later weer door aan Wolfman. Wel bleef hij actief bij Marvel als schrijver. Zo werkte hij aan titels als Marvel Team-Up, The Amazing Spider-Man, The Incredible Hulk, The Mighty Thor en Fantastic Four. In 1975 bliezen Wein, Dave Cockrum en Chris Claremont de oude X-Men stripserie van Stan Lee en Jack Kirby nieuw leven in. Ze bedachten voor de serie een heel nieuw concept met mutanten uit alle delen van de wereld. Kort daarvoor had Wein al samen met John Romita Sr. en Herb Trimpe het personage Wolverine bedacht voor een Hulk strip. Wolverine werd ook een van de nieuwe X-Men, en groeide al snel uit tot een van de meest favoriete personages.

## Terugkeer bij DC
Eind jaren 70, na een onenigheid met het Marvel management, keerde Wein terug bij DC als een schrijver, en later zelfs redacteur. Hij werkte lange tijd mee aan Batman en Green Lantern samen met tekenaars Dave Gibbons en Mark Farmer. Als redacteur werkte hij aan de miniserie Camelot 3000, en de succesvolle series The New Teen Titans, Batman and the Outsiders, Crisis on Infinite Earths en All-Star Squadron.

## Latere carrière
Na te zijn verhuisd naar de westkust van de Verenigde Staten, werd Wein begin jaren 90 hoofdredacteur van Disney Comics gedurende drie jaar. Daarna ging Wein scripts schrijven voor animatieseries zoals X-Men, Batman, Spider-Man, Street Fighter, ExoSquad, Phantom 2040, Godzilla, Pocket Dragon Adventures, Reboot en War Planets: Shadow Raiders. In 2001 schreven hij en Wolfman het scenario "Gene Pool" voor de productiecompagnie Helkon.
In september 2004 maakte Wein een script voor een Swamp Thing-film voor Silver Pictures bij Warner Bros. In 2005 en 2006 werkte Wein geregeld mee aan de Los Angeles theater versie van de tv spelshow What's My Line. In 2006 werkte hij tevens samen met schrijver Kurt Busiek aan de vierdelige miniserie Conan: The Book of Thoth voor Dark Horse Comics.

## Persoonlijk leven
Weins eerste vrouw was Glynis Oliver, een stripboekinkleurder die jaren werkte aan de X-Men-titels. Zijn tweede vrouw was M.C. Valada, een fotograaf.
Hij had in februari 2015 een hartoperatie ondergaan en overleed in 2017 op 69-jarige leeftijd.

## Prijzen
Wein won de Shazam Award voor beste schrijver in 1972 voor Swamp Thing. Datzelfde jaar won hij ook een prijs voor het beste individuele verhaal. Hij werd genomineerd voor dezelfde categorieën het jaar erop. In 1982 won hij de Comics Buyers Guide Award als beste redacteur. Wein werd in 1999 genomineerd voor de Bram Stoker Award die wordt uitgereikt onder Amerikaanse schrijvers van horrorverhalen.
- Bibsys: 8001423
- Biblioteca Nacional de España: XX1158317
- Bibliothèque nationale de France: cb126460869 (data)
- Catàleg d'autoritats de noms i títols de Catalunya: 981058530468106706
- Gemeinsame Normdatei: 1042455961
- International Standard Name Identifier: 0000 0000 6306 9938
- Library of Congress Control Number: n88615357
- Bibliotheek van het Japanse parlement: 00460452
- Nationale Bibliotheek van Tsjechië: xx0192191
- Nationale bibliotheek van Australië: 40684443
- Nationale Bibliotheek van Israël: 987007416867605171
- Nationale Bibliotheek van Polen: a0000002687904
- Nationale en Universitaire bibliotheek Zagreb: 000626317
- Nederlandse Thesaurus van Auteursnamen: 068979622
- Réseau des bibliothèques de Suisse occidentale: 02-A023905254
- Système universitaire de documentation: 182059650
- Trove: 1448937
- Virtual International Authority File: 29654160
- WorldCat: E39PBJt8dkthQcDJHQF7TmJ4bd